# A biotechnológia forradalmának következményei

Rekombináns modell

A biotechnológiai forradalom jelentős technológiai változások része, amely áttérést jelent az új megértésére és az életformák manipulálására genetikai szinten. Egy sor tudományos eredmény, különösen a 20. század közepéig együtt kezdte meg egy jelentős tudományos és technológiai forradalomnak, a biotechnológia forradalmának előkészítését. A gyors és széles körű alkalmazása ezen tudományos és technológiai fejlődésnek a mezőgazdaságban, az egészségügyben és számos más iparágon keresztül vezetett társadalmi-gazdasági forradalomhoz, amely még gyerekcipőben jár, de már most is jelentős hatással bír. Minden nagyobb technológiai változásnak társadalmi és gazdasági következményei vannak, így van ez a modern biotechnológia egyre szélesebb alkalmazásával is, sok és változatosa társadalmi-gazdasági következményei jósolhatók meg. Ez ígér egy új szintjét az ellenőrzésnek önmagunkkal és környezetünkkel szemben.

## A globális változás szempontjai

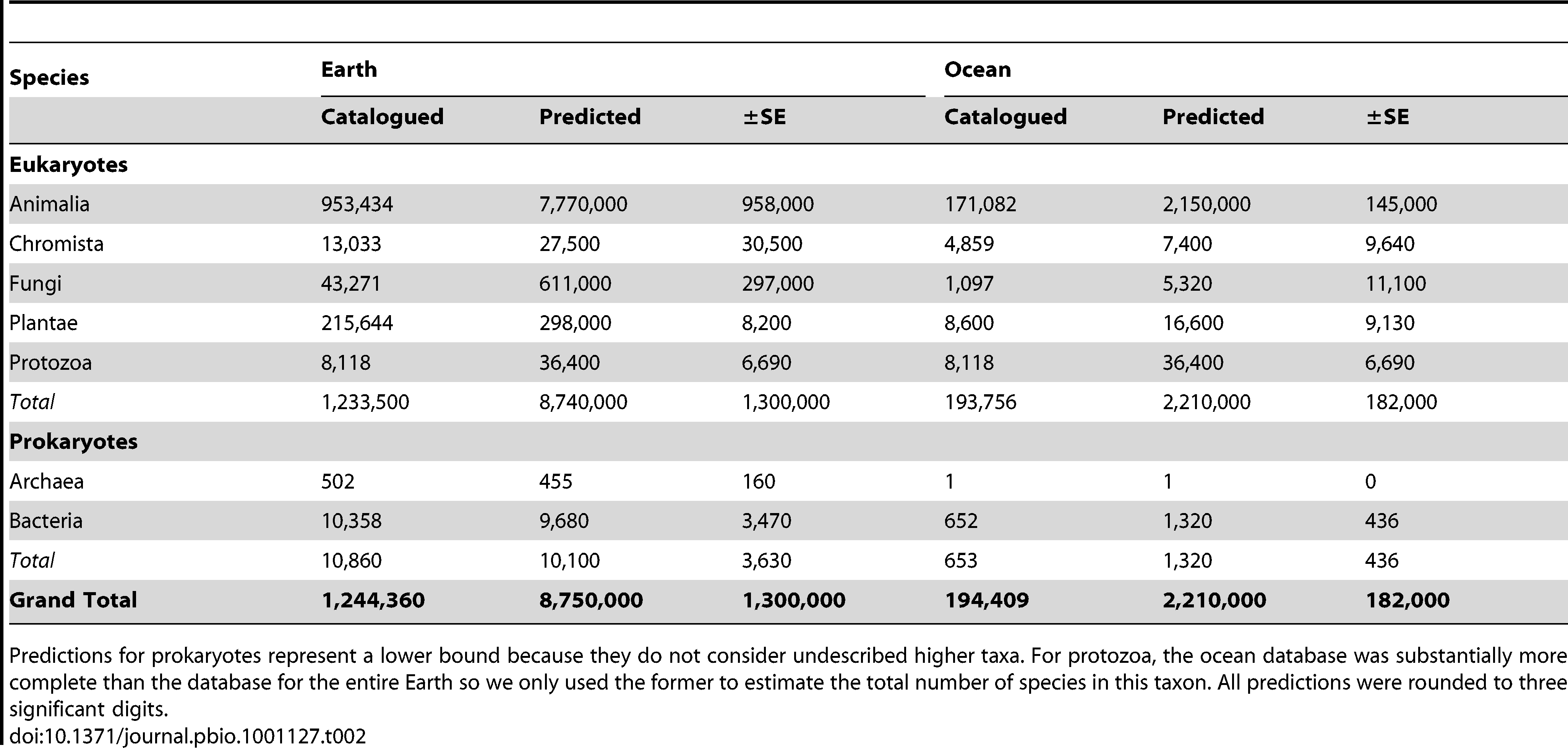
A világ biológiai diverzitása

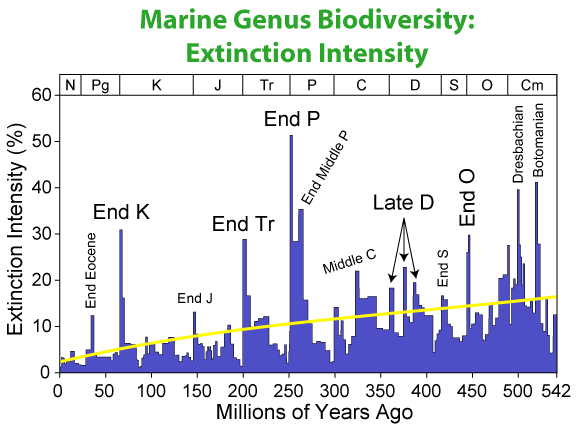
Extinciós intenzitás a földtörténeti fanerozoikumban. A biodiverzitás változásának hátterében a változások kezdeményezésének és a kihalás néhány eseménye látható

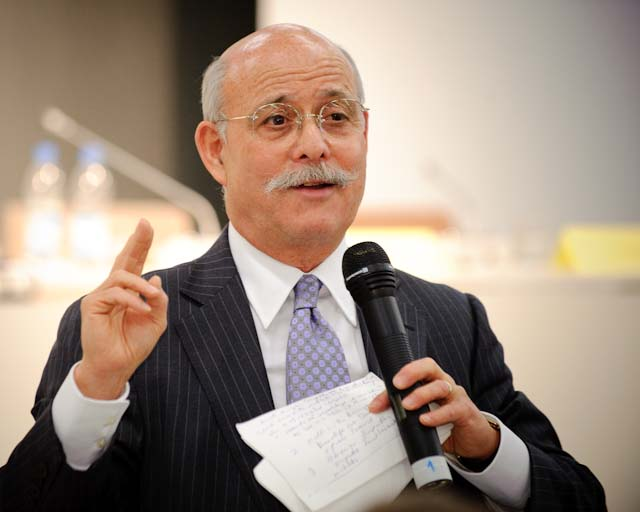
Jeremy Rifkin (2009) amerikai gazdasági és társadalmi teoretikus, író, szónok, politikai tanácsadó, és aktivista

Az egyik legfontosabb szempont a biotechnológiai forradalomban az, hogy mint minden technológiai forradalomnak vannak negatív és pozitív hatásai. A példátlan interferencia lehetőségének alapvető életfolyamatok engedélyezte új technológiák és technikák azt jelentik, hogy ezek közül néhány hatása súlyos és visszafordíthatatlan lehet. A forradalom hatásai ugyan globálisak, de nem valószínű, hogy egyenletesen oszlanak el, ami eredményezhet szélesedő különbségeket szegények és gazdagok között, ami jelentős negatív hatással is bír.
Számos pozitív következményekkel járnak ezek a változások. Az ember egészségét képesek vagyunk jobban javítani, ha jobban ismerjük a betegségek kóros mechanizmusát. Új megoldások találhatók az egyes környezeti problémákra, alternatív energiaforrások elérésére, tisztább gyártási folyamatok és új eszközök a környezetszennyezés csökkentésére. Új mezőgazdasági technológiák nyújtanak a növényeknek minőségileg jobb vagy új tulajdonságokat.
Termelői ár csökkentése, javítása az élelmiszerek tápértékének, amelyek mind hozzájárulhatnak a hatékonyabb élelmiszer-biztonsághoz is. Növényekben képesek vagyunk gyógyszereket és vakcinákat termeltetni. A modern biotechnológia hozzájárulhat a szegénység enyhítéséhez, javítja az egészségügyi és élelmiszer-biztonságot, a gazdaság fellendítésével a fejlődés jobb kilátásait is segíti. A biztonság birodalmában a genetikai technológiák javíthatják a bioterrorizmussal szembeni védelmet.
Azonban rendkívül valószínűtlen, hogy a forradalomnak csak pozitív következményei lehetnek, történelmileg nem ez volt a helyzet a jelentősebb új technológiák megjelenésénél. Erre rámutatott Jeremy Rifkin a Biotech századában c. könyvében.
A biotechnológiai forradalom negatív következményeinek a legjelentősebb oka, hogy soha nem látott szinten, irányított beavatkozás történik a természet folyamataiba. Míg a modern biotechnológia számunkra új eszközökkel kezeli a környezeti problémákat, ezzel szemben, paradox módon új veszélyeket is hordoz magában, különös tekintettel annak a biodiverzitást fenyegető kockázatára.
A globális kontextus, amelyben a forradalom zajlik rendkívül jelentősek az eredményei. A helyzet bonyolult kölcsönös függés által okozott különböző globalizálódó hatások azt jelentik, hogy a hatásai a forradalomnak nem fog, és nem zárható ki a nemzeti határokon belül, ez is teszi a közös nemzetközi fellépés szükségességét a különböző problematikus területeken. A nemzetközi szabályozás tehát lényeges része minden olyan kísérletnek, hogy hatékonyan ellenőrizze a biotechnológiai forradalmat.

## Bizonytalan következmények
A biotechnológiai forradalom konkrét következményei mellett több általános következmény is prognosztizálható, amelyek hatásai bizonytalanok. Változások várhatók a mezőgazdasági termelés földrajzi elhelyezkedésében, valószínűleg változások fordulnak elő a globális kereskedelmi kapcsolatokban, új győztesek és vesztesek lépnek a fel a piacokon, hogy erősítsék a jelenlegi egyenlőtlenségeket. A munkaügyi kapcsolatok és gyártás-technológiai folyamatok is módosulnak.
Sok etikai dilemmát vet fel az új technológia, de új lehetőségeket is hoznak. Új választási lehetőségekkel kell szembenézni az embereknek az egészségügyi ellátásban és a családtervezésben. A társadalmi értékeket és hiedelmeket lehetséges, hogy módosítva kell beépíteni az új ismeretekbe. Sokkal több ismeret lesz elérhető az ember genetikai adottságairól és azok következményeiről, amely megnyitja az utat az emberek között új diszkriminációk felé. Következményes változások prognosztizálhatók a hatalmi viszonyokban. Ott lesz szükség politikai irányultsággal is foglalkozni, ahol sok kihívás jelenik meg egyidejűleg. Ilyen állam ellenőrzés csökkenésével járó terület az egészségügyi ellátás.
Jelentős következményei a biotechnológiai forradalomnak az, hogy valószínűleg nem egyenletesen oszlik meg a nemzetek között, és az is, hogy pozitív az egyik csoportra és negatív hatással van a másikra. A kutatás és fejlesztés a biotechnológia területén (mint minden tudományos területen) túlnyomórészt a gazdag és fejlett országokra, különösen az Egyesült Államokra, Európára és Japánra koncentrálódik. Úgy tűnik tehát, hogy a fejlett országok lakosságának érdekeit saját igényeihez kell igazítani a nemzetközi kongresszusokon, nem pedig a világ népességéhez.
A bizonytalanság létezik, főleg azért, mert sok tényező (túl azon a kérdésen, hogy mi a műszakilag megvalósítható) befolyásolja a sebességét és irányát a tudományos és technológiai fejlődésnek a biotechnológia vonatkozásában, mint például ezen alkalmazások természete és ezek következményei. Ezek közé tartozik a mindenkori politikai, gazdasági, társadalmi és környezeti feltételek. Bizonyos körülmények előrehajtják a technológiai változásokat, mások visszatartják azokat, és így nem lehet megfelelő változás ezen körülmények között térben és időben, amely egy komplex kölcsönhatás, ami képes meghiúsítani a pontos előrelátást.
Mivel olyan sok potenciális előnye van az új biotechnológiáknak kívánatos, hogy kiteljesedjen a biotechnológiai forradalom. Ez ugyanakkor azt is megkívánja, hogy elkerüljék a negatív következményeit ezen új technológiáknak. És mivel a feszültség okozta megnövekedett egyenlőtlenségek gazdagok és szegények közötti gátolhatják a fejlődését a biotechnológia forradalmának, és mivel ezek a hiányosságok akadályozzák teljes megvalósítása annak előnyeit, az is kívánatos, hogy próbálja terjeszteni az előnyöket, a lehető legegyenletesebben a világban.

## Specifikus következmények
A biotechnológia alkalmazhatóságának köre szinte kimeríthetetlen. Eddig a legtöbb fejlesztés a gyógyszeriparra és a mezőgazdaság területére koncentrálódott. Sokan kijelentették, hogy pozitív és negatív következményei vannak az eljárásoknak. A modern biotechnológia alkalmazói és a szakirodalom ezen a területen leginkább abban polarizált, hogy az egyik fél a magas költségeket hangsúlyozza, szembeállítva a technológiák előnyeivel. A korai 1980-as években kezdtek csak megjelenni a piacokon a géntechnológiai termékek. Ez azt jelenti, hogy a hosszú távú következményeit, még a legkorábbi kereskedelmi alkalmazásoknak sem képes teljes mértékben értékelni a modern biotechnológia. Kísérletek vannak arra, hogy bizonyos biotechnológiai alkalmazások lehetséges következményeiről a gyakorlatban egy kiegyensúlyozottabb képet mutassanak a jövőben. A biotechnológiai forradalom következményei ugyanis egyenetlenül oszlanak meg. A jelenlegi globális helyzetben ez azt jelenti, hogy az előnyök (pozitív következményei) valószínűleg a fejlett világban koncentrálódnak.

### Pozitív hatása a fejlődési folyamatokra
A fejlődés szó jelentése itt tágabb konnotációjú mint egyszerűen a gazdasági növekedés, utalva más tényezőkre, amelyek hozzájárulhatnak a romló életkörülmények vagy a szegénység enyhítéséhez, beleértve az élelmiszer-biztonságot, az egészséget, a higiéniát, az innovatív kapacitást és a tulajdonformákat.

### Negatív hatás, bioterrorizmus és biotechnológiai forradalom
A betegségek patomechanizmusának jobb megértése azzal jár, hogy a betegellátás színvonala ugyan javulhat, de ugyanezzel a tudással vissza lehet élni. Sok az azonos technológia és technika a modern biotechnológiában, amit alkalmazni lehet arra, hogy fokozzák a védelmi képességeit az ellenséges erőknek. Több szerző rámutat arra, hogy továbbra is történelmi trend a tudományos fejlődés felhasználása ellenséges célokra. Általában egy biológiai fegyver fejlesztésénél keresik a kivételes sajátosságokat, környezeti perzisztenciát, fertőzőképességet és letalitást. Géntechnológiák képesek javítani ezeket a szempontokat, vagyis növelik az általános hatékonyságát a biológiai fegyvereknek, amelynek egyenes következménye az, hogy növekszik a kereslet a kormányoknak és terrorista csoportoknak ezen harci anyagok iránt. Az ICRC 2002-ben meghatározta a nyolc fő aggályt a biotechnológia alkalmazásának a biológiai fegyverek hatóanyagainak gyártásával kapcsolatban. Ezek a következők:
1. Manipulálása ismert biológiai harci anyagnak
2. Ártalmatlan mikrobák veszélyessé alakítása
3. Ellenséges védőoltások kifejlesztése
4. A kutatások nem kívánt, veszélyes eredményekhez vezethetnek
5. Rendkívül veszélyes, mesterséges vírusok létrehozása
6. Észrevétlen támadásokkal testi funkciókat megváltoztathatnak
7. "Genetikai fegyverek" kifejlesztése
8. Hatások a mezőgazdaság és az infrastruktúra[25]